# Air Europa

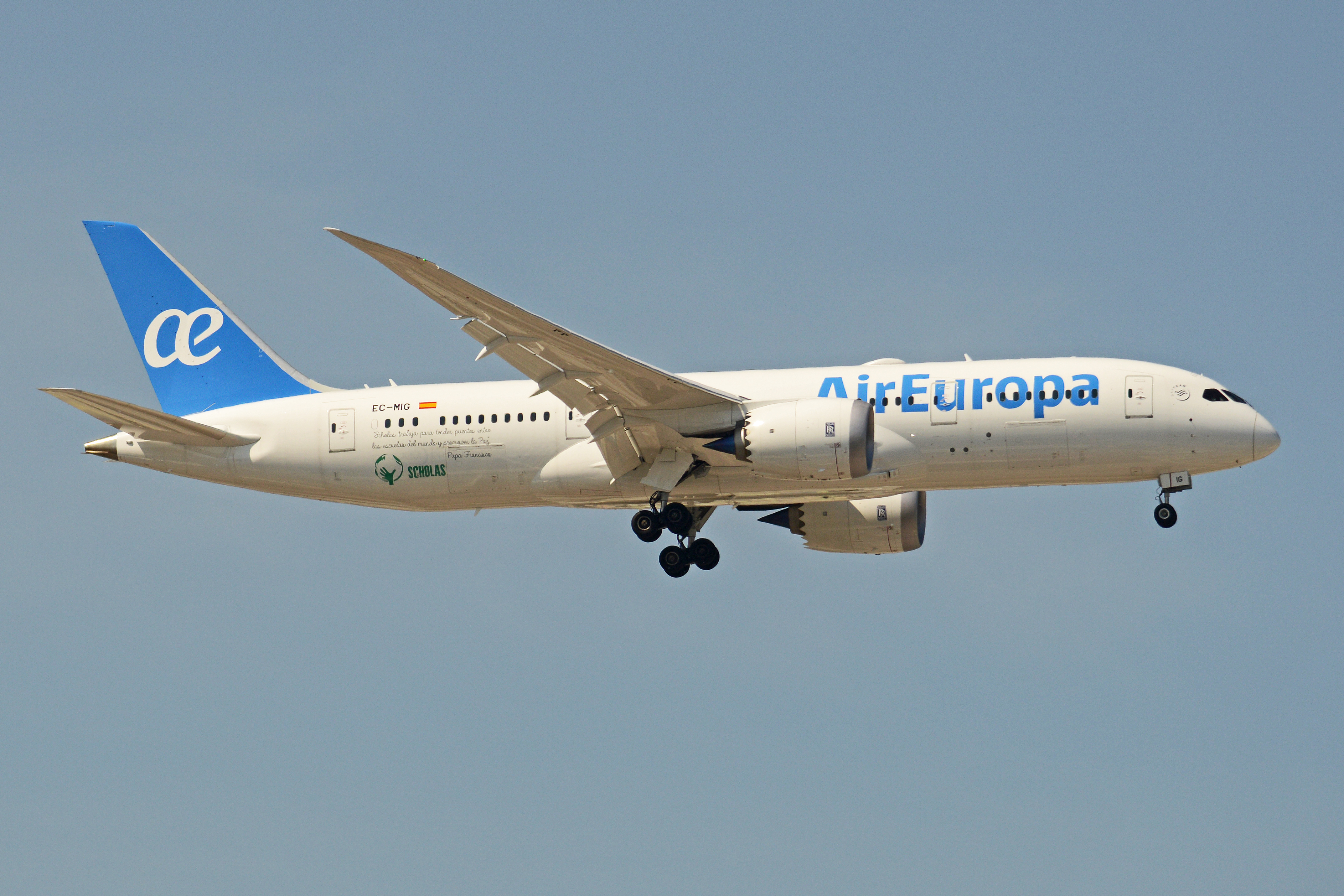
Boeing 787-8 „Dreamliner” lądujący na lotnisku Madryt-Barajas

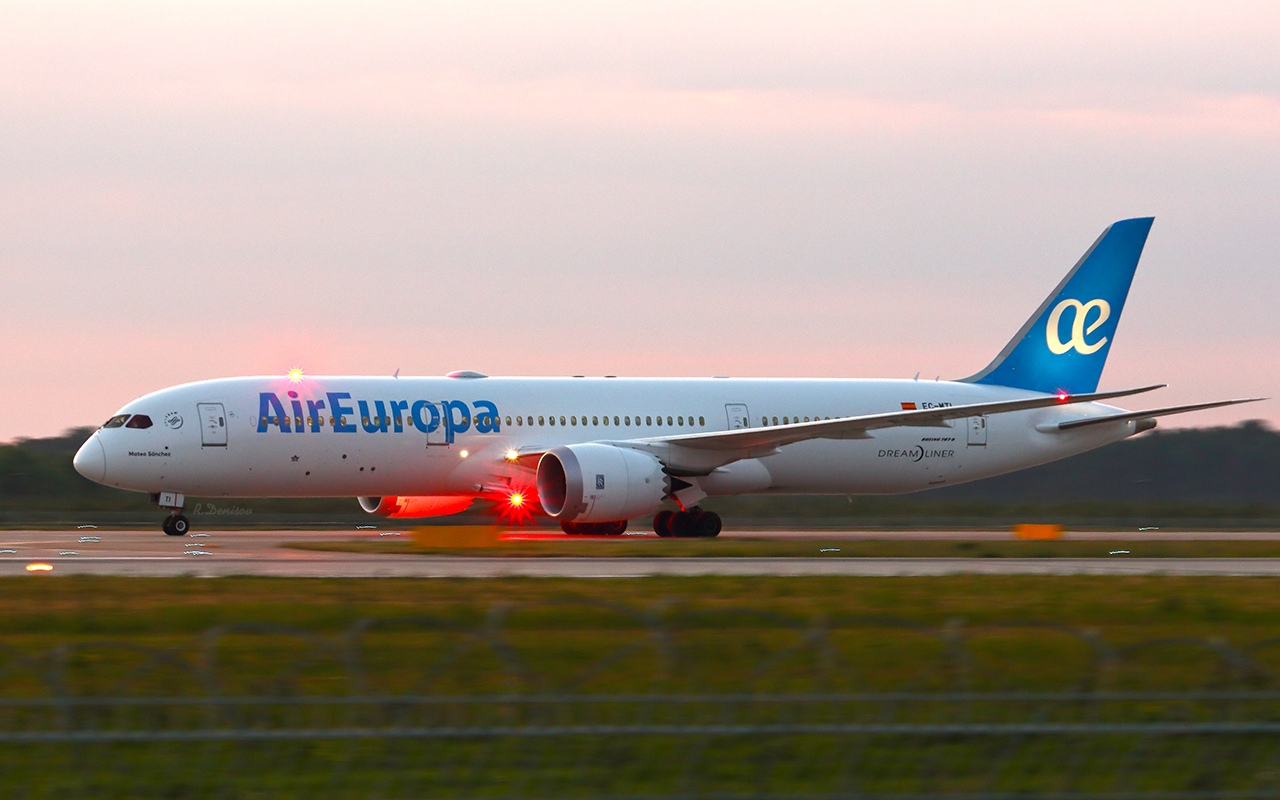
Boeing 787-9 „Dreamliner” w barwach Air Europa

Air Europa – hiszpańska linia lotnicza z siedzibą w Palma de Mallorca, na Majorce. Jest jedną z największych linii lotniczych w Hiszpanii, trzecie pod względem wielkości po liniach Iberia i Vueling. Należy do sojuszu SkyTeam.
Głównym hubem jest port lotniczy Madryt-Barajas. Obsługuje połączenia na 61 trasach na 53 kierunkach w 29 krajach.
Agencja ratingowa Skytrax przyznała liniom trzy gwiazdki.
Do przewoźnika należy założona w 2016 regionalna linia lotnicza Air Europa Express. W 2025 dysponowała 8 samolotami typu Boeing 737.

## Flota
Według stanu na czerwiec 2025 flota Air Europa składała się z 54 samolotów o średnim wieku 9 lat:
| Samolot          | Samolot | Samolot   | Liczba miejsc | Liczba miejsc | Liczba miejsc | Uwagi                          |
| Model            | Aktywne | Zamówione | B             | E             | Łącznie       | Uwagi                          |
| ---------------- | ------- | --------- | ------------- | ------------- | ------------- | ------------------------------ |
| Boeing 737-800   | 26      | –         | 12            | 168           | 180           |                                |
| Boeing 737 MAX 8 | 1       | 19        | –             | 189           | 189           | W trakcie dostawy od maja 2025 |
| Boeing 787-8     | 10      | –         | 22            | 274           | 296           |                                |
| Boeing 787-9     | 17      | 1         | 30            | 303           | 333           |                                |
| Boeing 787-9     | 17      | 1         | 32            | 307           | 339           |                                |
| Łącznie          | 54      | 20        |               |               |               |                                |